# Södersjukhuset
Södersjukhuset, lokalt også kaldet Sös, er et af de største hospitaler i Stockholm i Sverige.
Det blev opført mellem 1937 og 1944 og blev tegnet af arkitekterne Hjalmar Cederström and H. Imhäuser. Det blev indviet 3. april 1944 af Kong Gustav den 5. og var dengang Skandinaviens største bygning. I dag råder hospitalet over 120.000 kvadratmeter og driver Nordeuropas største skadestue. Antallet af ansatte er omkring 4.000, hvilket gør det til Stockholms tredjestørste arbejdsplads. Hospitalet drives af et aktieselskab, der ejes af Stockholms län.
Under hospitalet er indrettet et såkaldt katastrofesygehus, der i fredstid anvendes til forskning og uddannelse, men som i tilfælde af krig eller katastrofe skal fungere som normalt hospital.